# Kıllar, Yunak
Kıllar là một xã thuộc huyện Yunak, tỉnh Konya, Thổ Nhĩ Kỳ. Dân số thời điểm năm 2011 là 431 người.